# Gollion
Gollion est une commune suisse du canton de Vaud, située dans le district de Morges.

## Géographie
La commune se situe sur un plateau dominant la rive droite de la Venoge, à 505 mètres d'altitude, à 3,3 km au sud de Cossonay et à 2,5 km au nord-ouest de la gare de Vufflens-la-Ville.
Le territoire de Gollion s'étend sur 5,44 km2. Lors du relevé de 2013-2018, les surfaces d'habitations et d'infrastructures représentaient 9,0 % de sa superficie, les surfaces agricoles 79,3 %, les surfaces boisées 11,6 % et les surfaces improductives 0,7 %.

## Histoire

Photo aérienne (1949).

Certains vestiges marquent le passage des Helvètes, des Romains et des Burgondes. Les Forêts de Brichy et du Châtelard laissent encore apparaître les traces de l'Histoire. Trois sites-refuges (ou oppidum) dont l'un est peut-être d'origine helvète, ont été occupés aux époques romaines et burgondes. La motte de Brichy fut sans doute l'emplacement d'une tour de signal au Moyen Âge et c'est en retournant la terre près du ruisseau de l'Ouffemaz, que l'on peut y découvrir des tuiles romaines et les fondations d'une villa gallo-romaine qui se trouvait au lieu-dit Le Muret.
La première mention de Gollion apparaît en 1228 dans la liste des églises et établissement religieux du diocèse de Lausanne établie sur l'ordre de Conon d'Estavayer, prévôt du chapitre. Le village porte alors le nom de Gollun qui deviendra en 1235 Gollon puis finalement Goillon en 1453. Ce nom provient du mot latin gotha signifiant gouille (flaque en vaudois) ou mare, du fait que Gollion est construit sur un sol particulièrement marécageux.
Le temple actuel, construit en 1749, remplace l'ancienne église catholique dédiée à saint Christophe qui se trouvait à l'emplacement du cimetière actuel. En 1870, l'église de Gollion accueillit une centaine de soldats du Général Bourbaki afin de recevoir les soins dont ils avaient grandement besoin.

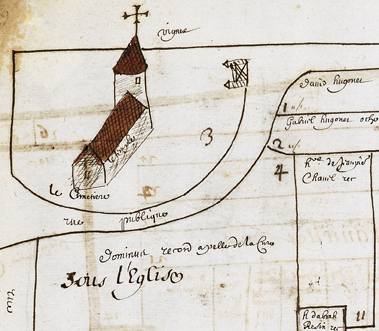
Représentation de l'église de Saint-Christophe sur le plan de Gollion de 1690 (ACV GB 58/a). À cette époque, l'église se trouvait à l'emplacement du cimetière actuel. Ce n'est qu'en 1749 qu'elle fut transférée à son emplacement actuel.

### Les Hospitaliers
Au N.-E. de Gollion, à deux kilomètres, sur la rive droite de la Venoge et sur la route qui conduit à la gare de Cossonay se trouve le hameau d'En Crausaz. Ce lieu appartenait, en 1228, à l'Ordre de Saint-Jean de Jérusalem. On ignore le nom du donateur, mais il est probable qu'un sire de Cossonay a donné directement ce domaine à l'ordre de Saint-Jean.
Après que les chevaliers de Saint-Jean eurent acquis La Chaux (qui appartenait à l'ordre du Temple jusqu'à sa dissolution par le pape Clément V, le 13 mars 1312), ils en firent la commanderie générale pour leurs possessions en Pays de Vaud ; Crausaz en devint une dépendance. Toutefois il conserva, au moins temporairement, un commandeur particulier. En 1458, cette charge était exercée par Philibert de Cunscoi, chevalier.
Plus tard, les commandeurs de La Chaux ajoutèrent à ce titre celui de prior et rector de domo de Crosa ; ainsi le chevalier Louis Franc (1483 à 1494). Il y avait à Crausaz, avant la Réformation, une église dédiée à saint Jean-Baptiste, patron de l'ordre de Saint-Jean. Elle attirait beaucoup de pèlerins. Sous le gouvernement bernois elle était tombée en ruines. Cette église est située dans les champs qui avoisinent le bois qui surplombe le hameau (lieu-dit La Chapelle) et qui portent aujourd'hui le nom de bois de Saint-Jean.

### Sorcellerie
Durant les dernières décennies du XVIe siècle et plus particulièrement au début du XVIIe siècle, toutes une série de procès en sorcellerie ont mis en cause des habitants de Gollion. De 1615 à 1631, le village est la proie de prétendus assauts diaboliques répétés, perpétrés non pas par des étrangers ou des marginaux, mais par ses propres habitants. Ces individus, hommes et femmes, sont dénoncés par leurs proches et leurs voisins, puis incarcérés dans les prisons du château de L'Isle pour y être torturés jusqu'à ce qu'ils avouent leur rencontre avec le diable, leur fréquentation des sectes diaboliques, le nom de leurs complices et les maléfices commis contre gens et bêtes. Finalement, c'est au terme d'une procédure judiciaire redoutable qu'ils sont livrés aux flammes du bûcher de Cossonay. Les frustrations et la jalousie sont évidemment à l'origine de cette vague de procès. Accuser son voisin de sorcellerie était l'assurance de ne plus jamais le revoir. Pas moins de 27 procès auront mis en danger 38 personnes dont seulement 4 à l'extérieur du village. Cette frénésie diabolique aura conduit au bûcher 25 des 200 habitants du village en l'espace de seize ans. Il faudra attendre 1670 pour que le souverain bernois en place, décide de ne plus punir de mort les ensorceleurs.

### Légende du Moulin d'amour[9]
Le Moulin d'amour, lieu-dit au bord de la Venoge, est attesté en 1432. Il tirerait son nom d'une légende médiévale :
Le fils du chevalier de Crausaz rencontra la fille du meunier et la trouva fort à son goût. Il en tomba éperdument amoureux et l'épousa en secret. C'est en rentrant des Croisades que le père du jeune-homme apprit le mariage de son fils et le somma de choisir entre son amour et son titre. Le jeune-homme n'eut aucune peine à choisir et partit vivre avec sa mie dans le moulin du meunier, qui prit le nom de Moulin d'Amour.

## Population et société

### Gentilé
Les habitants de la commune se nomment les Gollionis, ou Goïenis (fém. : Goïenières).

### Démographie

#### Évolution de la population
Gollion compte 1 030 habitants au 31 décembre 2022 pour une densité de population de 189 hab/km2. Sur la période 2010-2019, sa population a augmenté de 50,7 % (canton : 12,9 % ; Suisse : 9,4 %).  

#### Pyramide des âges
En 2020, le taux de personnes de moins de 30 ans s'élève à 33,1 %, au-dessous de la valeur cantonale (35 %). Le taux de personnes de plus de 60 ans est quant à lui de 19,9 %, alors qu'il est de 21,9 % au niveau cantonal.
La même année, la commune compte 496 hommes pour 501 femmes, soit un taux de 49,7 % d'hommes, supérieur à celui du canton (49,1 %).
| Hommes | Classe d’âge | Femmes |
| ------ | ------------ | ------ |
| 0,0    | 90 ans ou +  | 0,2    |
| 5,8    | 75 à 89 ans  | 5,6    |
| 13,7   | 60 à 74 ans  | 14,4   |
| 24,4   | 45 à 59 ans  | 23,4   |
| 21,2   | 30 à 44 ans  | 25,3   |
| 14,9   | 15 à 29 ans  | 13,6   |
| 20,0   | - de 14 ans  | 17,6   |

| Hommes | Classe d’âge | Femmes |
| ------ | ------------ | ------ |
| 0,5    | 90 ans ou +  | 1,4    |
| 6,1    | 75 à 89 ans  | 8,2    |
| 13,3   | 60 à 74 ans  | 14,3   |
| 21,5   | 45 à 59 ans  | 21,2   |
| 22,0   | 30 à 44 ans  | 21,4   |
| 19,6   | 15 à 29 ans  | 18,0   |
| 16,9   | - de 14 ans  | 15,5   |

## Héraldique
| Armes de Gollion | Les armes de la commune d'Gollion se blasonnent ainsi : De sinople à trois fontaines fascées, ondées de sinople et d'argent. |

Les armoiries communales adoptées en 1923 représentent les prairies de Gollion et les trois rivières limitrophes de la commune : la Venoge à l'est, qui marque la frontière avec Vufflens-la-Ville et Penthalaz. La Senoge au sud, forme la frontière avec Aclens et l'Ouffemaz, au nord, délimite celle avec Cossonay.